# Liste des évêques et archevêques de Conza
L'archidiocèse de  Sant'Angelo dei Lombardi- Conza-Nusco-Bisaccia (lat.: Archidioecesis Sancti Angeli de Lombardis-Compsanus-Nuscanus-Bisaciensis) est un archidiocèse catholique romain en Italie avec siège à  Sant'Angelo dei Lombardi.
Il est fondé au VIIIe siècle comme diocèse de Conza et élevé archidiocèse au XIe siècle.Il fuse avec le diocèse de Campagna en 1818, mais le diocèse de Campagna se sépare de nouveau comme diocèse indépendant en 1921 et Conza  fuse avec le diocèse de  Sant'Angelo dei Lombardi-Bisaccia. Le diocèse de Nusco est fusé en 1986. L'archidiocèse de Conza perd son statut d'archidiocèse métropolitain en 2002.

## Évêques et archevêques de Conza
- Pelagio  (cité 743)
- Pierre Ier  (cité 967)
- Pierre II  (cité 1049)

...
- Léon Ier 1081
- Malcerio 1102
- Grégoire 1103
- Pasquale 1106–1113
- Robert 1120–1129
- St.  Erbert 1169–1181
- Gervais 1184–1187
- Pantaléon 1200–1222
- Andrea 1225–1227
- Nicola de Bonifaciis 1254–1263
- Giacomo 1263–1274
- Marco Andrea de Alberto (ou de Albeto) 1274–1278
- Stefano de Oringo 1278
- Lorenzo Biondi 1279–1295
- Adenolfo 1295–1301
- Consiglio Gatti 1301–1320
- Léon II 1327–1330
- Pietro 1332–1346
- Lorenzo 1346–1351
- Filippo 1351–1356
- Bartolomeo de Valenza 1356–1389
- Mello 1390–1412
- Nicola di Cassia 1417–1422
- Gaspare de Diano 1422–1438
- Latino Orsini 1438–1439
- Raimondo di Strangoli 1439–1455
- Giovanni dei Conti 1455–1483
- Nicola dei Conti 1484–1494
- Francesco Conti 1494–1517
- Camillo Gesualdo 1517–1535 
  - Andrea Palmieri 1535 (administrateur)
- Troiano Gesualdo 1535–1539
- Nicola Caetani de Sermoneta 1539–1546
- Marcello Crescenzi 1546–1552
- Ambrogio Caterino de Politis 1552–1553
- Girolamo Muzzarelli 1553–1561
- Alfonso Gesualdo 1563–1572
- Salvatore Caracciolo 1572–1573
- Marcantonio Pescara 1574–1584
- Scipione Gesualdo 1584–1608
- Bartolomeo Cesio 1608–1614
- Curzio Cocci 1614–1621
- Fabio della Leonessa 1621–1645
- Ercole Rangone 1645–1650
- Fabrizio Campana 1651–1667
- Giacomo Lenzi 1667–1672
- Paolo Caravita 1673–1681
- Gaetano Caracciolo 1682–1709
- Francesco Paolo Nicolai 1716–1731
- Giuseppe Nicolai 1731–1758
- Marcello Capano Orsini 1759–1765
- Cesare Antonio Caracciolo 1765–1776
- Ignazio Andrea Sambiase 1776–1799
- Gioacchino Maria Mancuso 1805–1811
- Michele Arcangelo Lupoli 1818–1831
- Gennaro Pellino 1832–1835
- Leone Ciampa 1836–1848
- Giuseppe Pappalardo 1848–1849
- Gregorio de Luca 1850–1878
- Salvatore Nappi 1879–1896
- Antonio Maria Buglione 1896–1904
- Nicola Piccirilli (1904–1917)
- Carmine Cesarano, C.SS.R. (1918–1921)
- Giulio Tommasi (1921–1936)
- Aniello Calcara (1937–1940)
- Antonio Melomo (1940–1945)
- Cristoforo Demonico Carullo, O.F.M. (1946–1968)
- Gastone Mojaisky-Perrelli (1973–1978)
- Mario Miglietta (1978–1981)
- Antonio Nuzzi (1981–1988)
- Mario Milano (1989–1998)
- Salvatore Nunnari (1999–2004)
- Francesco Alfano (2005–2012)
- Pasquale Cascio (2013–)